# كرة القدم في الألعاب الأولمبية الصيفية 1912
تكرر ترتيب المنتخبات الثلاثة الأولى في الألعاب الأولمبية لندن 1908 بعد أربع سنوات في ستوكهولم. وشهدت الدورة ارتفاع عدد المنتخبات إلى 11 منتخب كما أقيمت المباريات في ملاعب خارج المدينة الأولمبية حيث استضافت مدينتا راسوندا وترانيبورج هذه المباريات.
وسحق منتخب بريطانيا العظمى، الذي أعفي من خوض الدور الأول، نظيره المجري بنتيجة 7-0 بفضل سداسية من هارولد والدن قبل أن يسجل اللاعب نفسه الأهداف الأربعة لمنتخب بلاده في الفوز الذي حققه على فنلندا بنتيجة 4-0. كما كان مشوار منتخب الدنمارك سهلاً نسبياً بفوزه بنتيجة 7-0 على النرويج في اليوم الثاني من المباريات قبل أن يسحق هولندا بنتيجة 4-1 في نصف النهائي. وتفوق منتخب بريطانيا العظمى مجدداً على الدنمارك في المباراة النهائي حيث جاءت أهدافه الأربعة في الشوط الأول من المباراة التي فاز فيها بنتيجة 4-2 بفضل ثنائية من «جوردون هواري» وهدف لكل من آرثر بيريوهارولد والدن على الملعب الأولمبي أمام 25 ألف متفرج. وسجل أولي أنطون أولسن هدفي منتخب الدنمارك الذي لعب بغياب أحد أفضل هدافيه «بول نيلسن» وخسر أيضاً جهود لاعب الوسط «تشارلز بوتشوالد» الذي أصيب بعد مرور ربع ساعة على انطلاق المباراة ليكمل المنتخب الدنماركي المباراة بعشرة لاعبين لأن التبديلات لم تكن مسموحة في ذلك الوقت. وكان «والدن» هداف المرحلة التي نافست فيها المنتخبات على الميداليات برصيد 11 هدف. وفي مباراة تحديد الفائز بالميدالية البرونزية، نجح منتخب هولندا في اكتساح فنلندا بنتيجة 9-0 في المباراة التي سجل فيها «يان فوس» خمسة أهداف.
ونظراً لأن مسابقة كرة القدم لم تعتمد نظام المجموعات وكانت المنتخبات تخرج من المسابقة بعد خوضها مباراة أو مباراتين، تم تنظيم دورة ترضية بين هذه المنتخبات ولم توزع فيها أي ميداليات للمنتخبات التي تحت المراكز الثلاثة الأولى. وفي إحدى المباريات في هذه الدورة، سحق منتخب ألمانيا نظيره الروسي بنتيجة 16-0 ونجح جوتفريد فوخس في تسجيل 10 أهداف ليعادل الرقم القياسي المسجل باسم سوفوس نيلسن. وكانت النتيجة قاسية على المنتخب الروسي لدرجة أن قيصر روسيا غضب كثيراً ورفض دفع تذاكر العودة للاعبي المنتخب. وفي مباراة الترضية، فاز منتخب المجر على النمسا3 / 0

## الملاعب

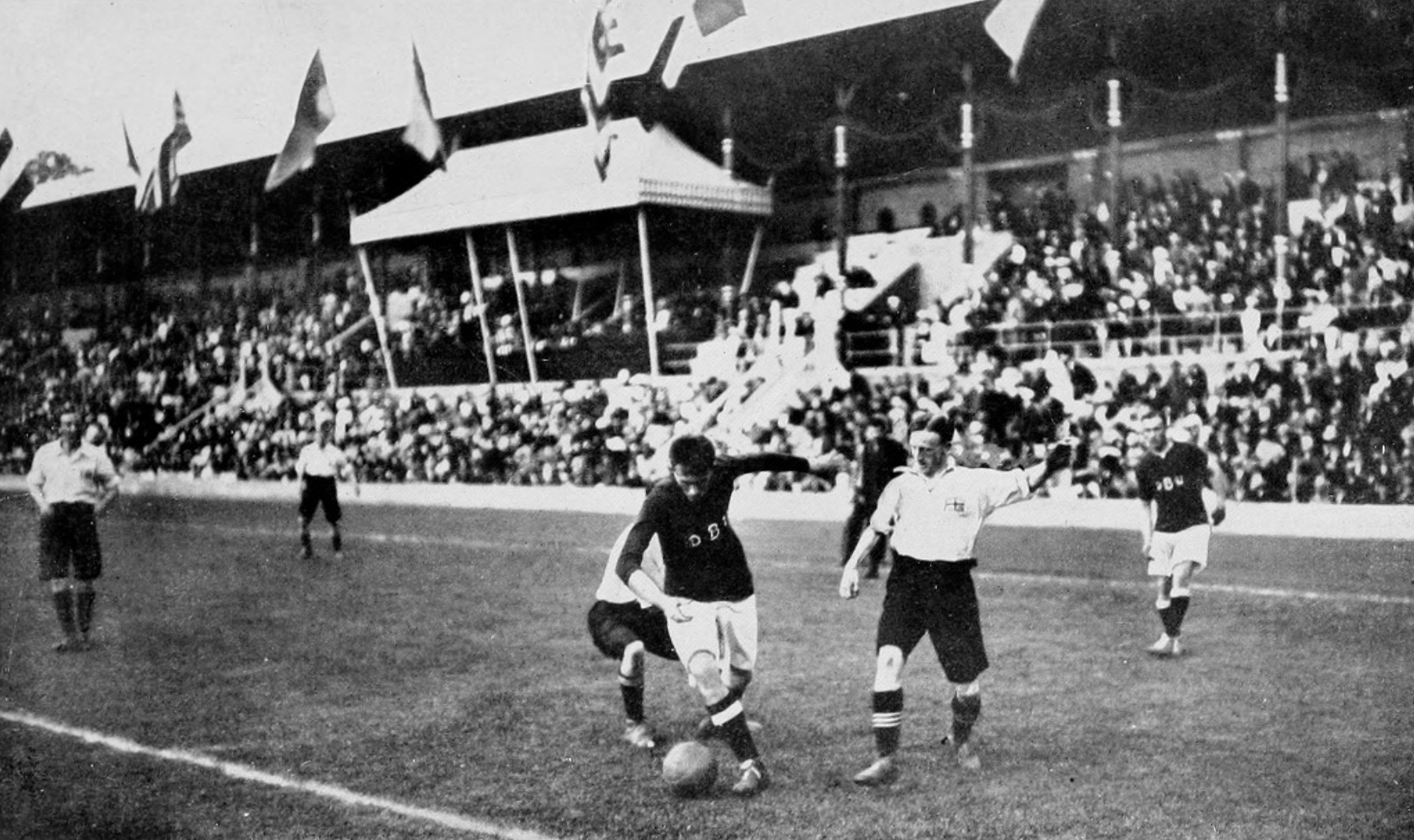
في النهائي قائد منتخب الدنمارك Nils Middelboe صاحب الرداء الغامق في مواجهه اثنين من منتخب بريطانيا العظمي

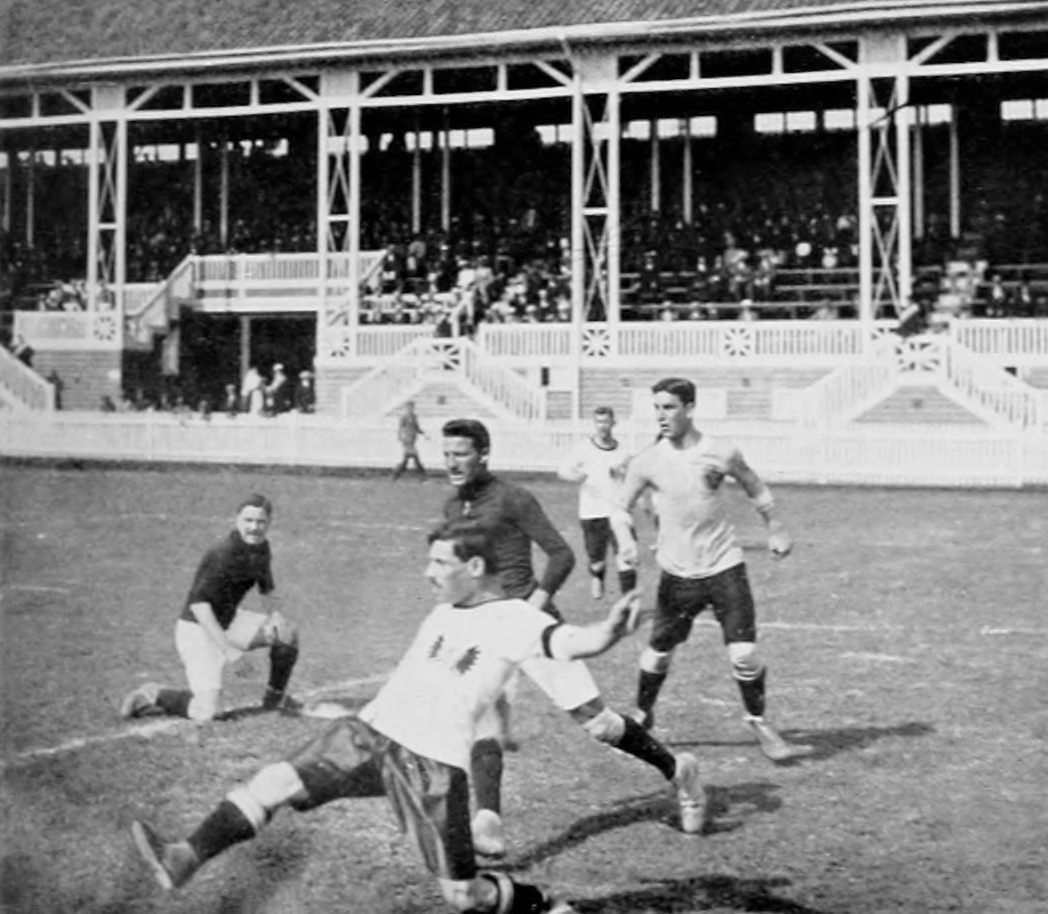
الجولة الأولي النمسا في مواجهه ألمانيا 1:5

| ستوكهولم                   | ستوكهولم                      | ستوكهولم                      |
| -------------------------- | ----------------------------- | ----------------------------- |
| ملعب ستوكهولم الأولمبي     | Tranebergs Idrottsplats       | Råsunda IP                    |
| الطاقة الاستيعابية: 33,000 | الطاقة الاستيعابية: غير معروف | الطاقة الاستيعابية: غير معروف |
|                            |                               |                               |

## المباريات
```
* الجولة الأولى		
```

- 29 يونيو			إيطاليا /	فنلندا2 : 3 بعد وقت إضافي 2 : 2
- 29 يونيو			ألمانيا / النمسا 1 : 5
- 29 يونيو			السويد /	هولندا3 : 4 بعد وقت إضافي (3 : 3)

```
* الدور الثانى			
```

- 30 يونيو			روسيا /	فنلندا1 : 2
- 30 يونيو			بريطانيا العظمى / المجر 7 : 0
- 30 يونيو			الدنمارك / النرويج 7 : 0
- 30 يونيو			هولندا / النمسا 3 : 1

```
* قبل النهائى	
```

- 02 يوليو		بريطانيا العظمى / فنلندا 4 : 0
- 02 يوليو		هولندا / الدنمارك 1 : 4

```
* مباراة الميدالية البرونزية 	
```

- 04 يوليو		هولندا / فنلندا 9 : 0

```
* مباراة الميدالية الذهبية 	
```

- 04 يوليو	بريطانيا العظمى /	الدنمارك	4 : 2

## الهدافون
- البريطاني هارولد والدن 9 اهداف
- الهولندي جان فوس 8 اهداف
- الدنيماركي أولي أنطون أولسن 7 اهدف